# تشارلز إيفانز جونيور
تشارلز إيفانز جونيور (بالإنجليزية: Charles Evans, Jr.)‏ هو منتج أفلام ومخرج أمريكي، ولد في 1963 في مانهاتن في الولايات المتحدة.

## وصلات خارجية
- تشارلز إيفانز جونيور على موقع IMDb (الإنجليزية)
- تشارلز إيفانز جونيور على موقع ألو سيني (الفرنسية)
- تشارلز إيفانز جونيور على موقع أول موفي (الإنجليزية)
- تشارلز إيفانز جونيور على موقع قاعدة بيانات الأفلام السويدية (السويدية)
- تشارلز إيفانز جونيور على موقع قاعدة بيانات الفيلم (الإنجليزية)
- تشارلز إيفانز جونيور على موقع كينوبويسك (الروسية)